# Guillaume Boivin
Guillaume Boivin (Montreal, 25 mei 1989) is een Canadees wielrenner die anno 2022 rijdt voor Israel-Premier Tech.

## Biografie
Boivin won in 2008 de Ronde van Quebec. Hij werd in 2009 nationaal kampioen op de weg. In 2010 won hij opnieuw de Ronde van Quebec en ritten in de Ronde van Cuba en de Mi-Août en Bretagne. Hij werd tweede in de Ronde van Bochum. Hij haalde brons in de wegwedstrijd voor beloften op het wereldkampioenschap in 2010.

## Belangrijkste overwinningen
2006
2e etappe Ronde van Abitibi (ploegentijdrit)
2009
 Canadees kampioen op de weg, Elite
 Canadees kampioen op de weg, Beloften
1e en 6e etappe Ronde van Abitibi
2010
11e etappe Ronde van Cuba
1e en 3e etappe Mi-Août en Bretagne
2013
2e etappe Ronde van Beauce
2015
Puntenklassement Grote Prijs van Saguenay
3e etappe deel B Ronde van Beauce
 Canadees kampioen op de weg, Elite
2016
1e etappe Ronde van Rwanda
2017
Proloog Ronde van het Taihu-meer
2018
Famenne Ardenne Classic
2021
 Canadees kampioen op de weg, Elite

## Resultaten in voornaamste wedstrijden
| Jaar | Ronde van Italië | Ronde van Frankrijk | Ronde van Spanje |
| ---- | ---------------- | ------------------- | ---------------- |
| 2012 |                  |                     |                  |
| 2013 |                  |                     | opgave           |
| 2014 |                  |                     | 149e             |
| 2016 |                  |                     |                  |
| 2017 |                  |                     |                  |
| 2018 | 117e             |                     |                  |
| 2019 | 125e             |                     |                  |
| 2020 |                  |                     |                  |
| 2021 |                  | 105e                |                  |
| 2022 |                  | opgave              |                  |
| 2023 |                  | 126e                |                  |
| 2024 |                  | opgave              |                  |
| 2025 |                  | 149e                |                  |

| Jaar | Milaan-San Remo | Gent-Wevelgem | Ronde van Vlaanderen | Parijs-Roubaix | Amstel Gold Race | Luik-Bast.‑Luik | Ronde van Lombardije | Kuurne-Brussel-Kuurne | Parijs-Tours |  | WK op de weg |  | Wereldranglijsten |
| ---- | --------------- | ------------- | -------------------- | -------------- | ---------------- | --------------- | -------------------- | --------------------- | ------------ |  | ------------ |  | ----------------- |
| 2012 |                 |               |                      |                |                  |                 |                      | 11e                   |              |  |              |  |                   |
| 2013 |                 |               |                      | opgave         |                  |                 |                      |                       |              |  |              |  |                   |
| 2014 |                 |               |                      |                |                  |                 |                      |                       |              |  |              |  | 234e (UWT)        |
| 2016 |                 |               |                      |                |                  |                 |                      |                       |              |  | opgave       |  |                   |
| 2017 |                 | opgave        |                      |                |                  |                 |                      | 55e                   |              |  | 35e          |  |                   |
| 2018 | 47e             |               |                      |                | 52e              |                 |                      | 7e                    | 32e          |  |              |  | 227e (UWR)        |
| 2019 |                 |               |                      |                |                  |                 |                      | 63e                   |              |  | opgave       |  | 440e (UWR)        |
| 2020 | 40e             | opgave        | opgave               |                |                  |                 | opgave               | 47e                   |              |  | opgave       |  |                   |
| 2021 |                 |               | 98e                  | 9e             | opgave           | opgave          |                      | 63e                   |              |  | 17e          |  |                   |
| 2022 |                 |               |                      | 62e            |                  |                 |                      | 55e                   | opgave       |  |              |  |                   |
| 2023 |                 |               | 93e                  | 45e            | opgave           | opgave          |                      | opgave                |              |  | 36e          |  |                   |
| 2024 | 103e            |               | opgave               | opgave         |                  |                 |                      |                       | 55e          |  | opgave       |  |                   |
| 2025 |                 | opgave        | opgave               | 48e            |                  |                 |                      | 33e                   |              |  |              |  |                   |

## Ploegen
- 2009 –  Planet Energy (stagiair vanaf 1-8)
- 2010 –  SpiderTech presented by Planet Energy
- 2011 –  Team Spidertech powered by C10
- 2012 –  SpiderTech powered by C10
- 2013 –  Cannondale Pro Cycling
- 2014 –  Cannondale
- 2015 –  Optum p/b Kelly Benefit Strategies
- 2016 –  Cycling Academy Team
- 2017 –  Israel Cycling Academy
- 2018 –  Israel Cycling Academy
- 2019 –  Israel Cycling Academy
- 2020 –  Israel Start-Up Nation
- 2021 –  Israel Start-Up Nation
- 2022 –  Israel-Premier Tech
- 2023 –  Israel-Premier Tech
- 2024 –  Israel-Premier Tech
- 2025 –  Israel-Premier Tech

Batty · Boily · Boivin (stagiair) · Doin-Poitras · Gilbert · Hunt · Lacombe · Langlois · Miller · Parisien · Plaice · Randell · Roth · C.Vives · M.Vives
Batty · D.Boily · E.Boily · Boivin · Cosette · Euser · Gilbert · Lacombe · Lambert-Lemay · Langlois · de Luna · Parisien · Randell · Roth · Vives
Anderson · Batty · Bell · Boily · Boivin · Euser · Gilbert · Houle · Lacombe · Lambert-Lemay · Langlois · de Luna · McCarty · Parisien · Randell · Roth · Routley · Tuft · Vives
Anderson · Bell · Boily · Boivin · Euser · Fairly · Gilbert · Houle · Künzli · Lacombe · Lambert-Lemay · de Luna · McCarty · Parisien · Roth · Routley · Selander · Vandborg · Vives · Duchesne (stagiair)
Agostini · Basso · Bodnar · Boivin · Canuti · Caruso ·  Da Dalto · Dall'Antonia · De Marchi · Haedo · King · Koch · Koren · Krizek · Longo Borghini · Marangoni · Masuda · Moser · Paterski · Ratto · Sabatini · J. Sagan · P. Sagan · Salerno · Sarmiento · Vandborg · Viviani · Wurf · Martinello (stagiair) · Villella (stagiair)
Basso · Bennett · Bettiol · Bodnar · Boivin · Caruso · De Marchi · Formolo · Gatto · King · Koch · Koren · Krizek · Longo Borghini · Marangoni · Marcato · Marino · Mohorič · Moser · Ratto · Sabatini · J. Sagan · P. Sagan · Salerno · Sarmiento · Villella · Viviani · Wurf
Boivin · Craven · Dempster · Díaz · Goldstein · Lemus · Lowndes · Neilands · Perry · Räim · Sagiv · Schreurs · Turek · Williams · van Winden · Yechezkel · Einhorn (stagiair) · Niv (stagiair) · Sessler (stagiair)
Ávila · Boivin · Dempster · Díaz · Earle · Enger · Gebremedhin · O. Goldstein · R. Goldstein · Hermans · Jensen · Lemus · Neilands · Niv · Perry · Plaza · Räim · Sagiv · Sbaragli · Schreurs · Turek · Williams · van Winden · Yechezkel
Ávila · Badilatti · Barbier · Boivin · Brändle · Crisey · Cataford · Cimolai · Dempster · Dunne · Earle · Einhorn (vanaf 1-6) · Enger · Gebremedhin · O. Goldstein · R. Goldstein · Hermans · Jensen · Minali · Neilands · Niv · Perry · Plaza · Räim · Sagiv · Sbaragli · Schreurs · Turek · van Asbroeck · van Winden · Ben Mosche (stagiair) · Ovett (stagiair) · Renard (stagiair)
Badilatti · Barbier · Biermans · Boivin · Brändle · Cataford · Cimolai · Dowsett · Einhorn · Goldstein · Greipel · Hermans · Hofstetter · Hollenstein · Martin · McCabe · Navarro · Neilands · Niv · Piccoli · Politt · Räim · Renard · Sagiv · Schelling · Sutherland · Vahtra · Van Asbroeck · Würtz Schmidt · Zabel
Barbier · Berwick · Bevin · Biermans · Boivin · Brändle · Cataford · Cimolai · De Marchi · Dowsett · Einhorn · Froome · Goldstein · Greipel · Hagen · Hermans · Hofstetter · Hollenstein · Impey · Jones vanaf 1 juli · Martin · Neilands · Niv · Piccoli · Renard · Sagiv · Vahtra · Van Asbroeck · Vanmarcke · Woods · Würtz Schmidt · Zabel
Barbier · Berwick · Bevin · Biermans · Boivin · Brändle · Cataford · Clarke · De Marchi · Dowsett · Einhorn · Froome · Fuglsang · Goldstein · Hagen · Hermans · Hollenstein · Houle · Impey · Jones · Neilands · Niv · Nizzolo · Piccoli · Sagiv (tot 3/8) · Strong · Teuns (vanaf 5/8) · Van Asbroeck · Vanmarcke · Woods · Würtz Schmidt · Zabel · Riccitello (stagiair)
Berwick · Boivin · Clarke · Einhorn · Frigo · Froome · Fuglsang · Gee · Goldstein · Hermans · Hollenstein · Hollyman · Houle · Impey · Jones · Neilands · Nizzolo · Pozzovivo (vanaf 6/3) · Reynders · Riccitello · Sagiv · Schultz · Strong · Teuns · Van Asbroeck · Vanmarcke (tot 7/7) · Williams · Woods · Würtz Schmidt · Zabel · Gilmore (stagiair) · Sheehan (stagiair)
Ackermann · Bennett · Blackmore (vanaf 3/5) · Boivin · Clarke · Einhorn · Frigo · Froome · Fuglsang · Gee · Hofstetter · Hollyman · Houle · Kogut · Neilands · Pickrell · Raisberg · Riccitello · Sagiv · Schultz · Schwarzmann · Sheehan · Stewart · Strong · Teuns · Van Asbroeck · Vernon · Williams · Woods · Würtz Schmidt · Zabel (tot 2/5) · Brown (stagiair)